# Dent Blanche – Cornier
Dent Blanche - Cornier – masyw w Alpach Pennińskich. Leży w Szwajcarii w kantonie Valais. Od leżącego na południu głównego grzbietu Alp Pennińskich (masywu Bouquetins) oddziela go przełęcz Col d'Hèrens (3480 m). Masyw ciągnie się południkowo. Oddziela dolinę Val d'Hérens z jej górną odnogą doliną Val de Ferpècle (na zachodzie) od doliny Val d'Anniviers z jej górną odnogą doliną Val de Zinal (na wschodzie).
Licząc od południa (od przełęczy Col d'Hèrens) są tu m.in. szczyty: Vandfluehorn (3589 m), Grand Gendarme (4097 m), Dent Blanche (4356 m) i Grand Cornier (3962 m). Od tego ostatniego grzbiet rozdziela się na dwie granie idące na północ między którymi znajduje się dolina Val de Moiry (z jeziorem Lac de Moiry) będąca górną odnogą doliny Val d'Anniviers.
W zachodniej, dłuższej grani, znajdują się m.in. szczyty: Pointes de Mourti (3563 m), Tsa de l'Ano (3368 m), Pointe de Moiry (3303 m), Couronne de Brèona (3159 m), Pointe du Bandon (3074 m), Sasseneire (3254 m) i Becs de Bosson (3143 m). We wschodniej grani są m.in. szczyty Pigne de la Lè (3395 m) i Garde de Bordon (3310 m).
Od szczytu Dent Blanche odchodzi na południowy wschód grzbiet ze szczytem Pointe de Zinal (3790 m), za którym znajduje się przełęcz Col Durand (3474 m). Oddziela ona masyw Dent Blanche - Cornier od masywu Obergabelhorn - Zinalrothorn.
W południowej części masywu znajdują się m.in. lodowce: Glacier de Manzettes, Glacier de Ferpècle, Glacier de Stockjigletscher, Glacier du Grand Cornier, Glacier de Moiry i Glacier de Zinal.

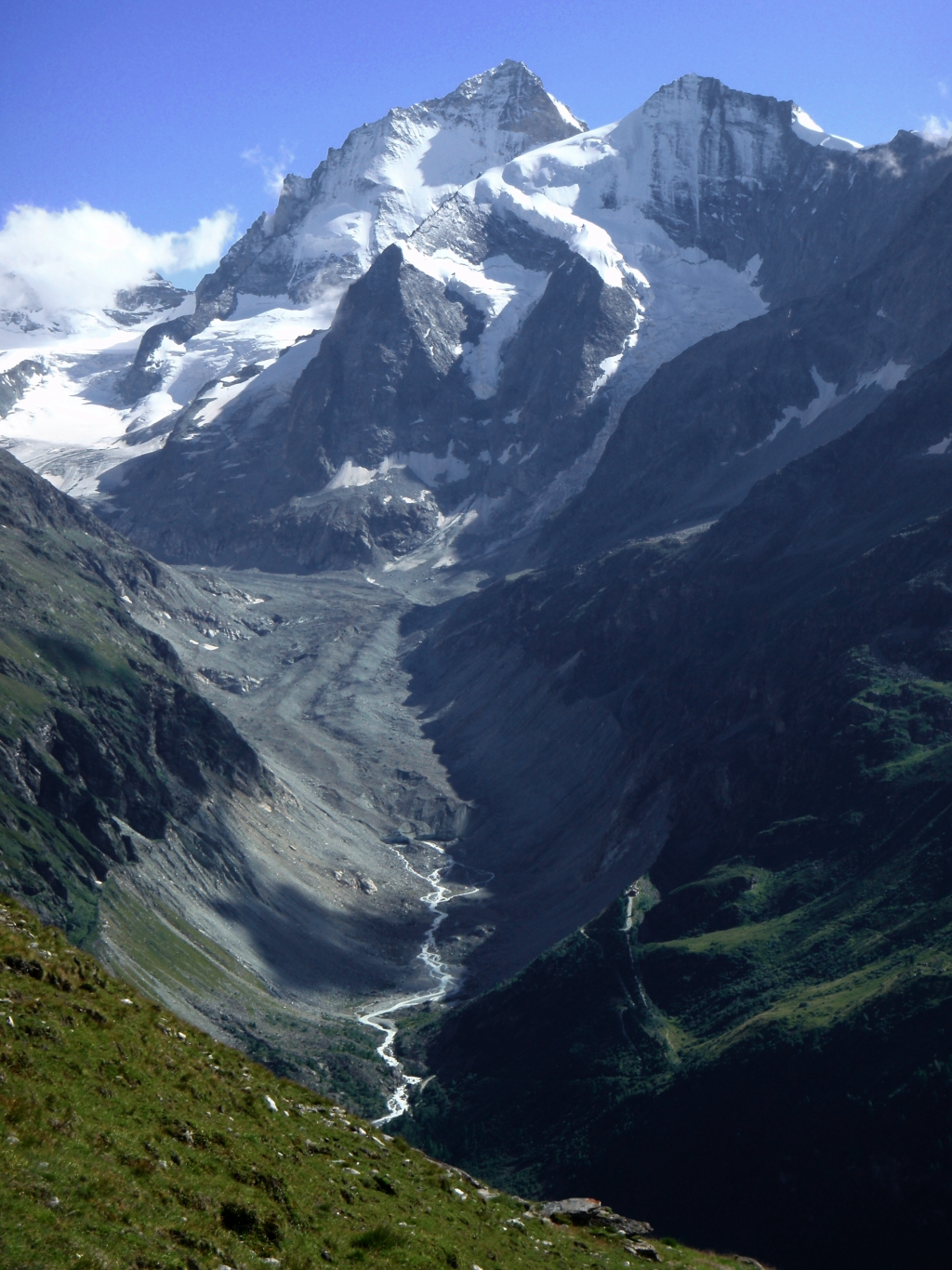
Dolina Val de Zinal z lodowem Glacier de Zinal. W tle szczyty Dent Blanche (po lewej) i Grand Cornier